# Ilse Häfner-Mode
Ilse Häfner-Mode (* 24. Dezember 1902 in Kempen, Provinz Posen; † 15. März 1973 in Düsseldorf) war eine deutsche Malerin mit jüdischen Wurzeln.

## Leben und Werk
Ilse Mode war die Tochter des Apothekenbesitzers Hugo Mode, sie lebte von 1904 bis 1943 in Berlin. Dort studierte sie an den Vereinigten Staatsschulen für Freie und Angewandte Kunst bei dem Grafiker Erich Wolfsfeld. Sie studierte bei Wolfsfeld gemeinsam mit dem Maler Herbert Häfner, den sie 1928 heiratete. Im selben Jahr, am 24. Dezember 1928, wurde ihr gemeinsamer Sohn Thomas geboren.
Ilse Häfner-Mode schuf figurenreiche Kompositionen und Porträts in Öl, als Aquarellzeichnungen oder in Sticktechnik (Nadelmalerei). 1933 erteilten ihr die Nationalsozialisten Ausstellungsverbot, und der Verein der Berliner Künstlerinnen schloss sie aus seinen Reihen aus. Ihr Bruder Heinz Mode konnte durch seine Kontakte seinem Neffen Thomas im Alter von 9 Jahren die Flucht nach Ceylon ermöglichen, wo Thomas Häfner ein Internat in Jaffna besuchte. Ihr selbst gelang die Flucht nach dem Kriegsausbruch nicht mehr. Mutter und Sohn blieb bis Kriegsende nur der intensive Briefkontakt.
1942 zog sie zu ihrem Schwager Erich Häfner in das ländliche Leopoldshöhe bei Detmold. Dort war sie offiziell gemeldet. Die Meldekarte ist im Archiv des Kreises Lippe aufbewahrt (K7 Leopoldshöhe A, Nr. 42 Ilse Häfner). Am 19. September 1944 wurde sie von der Gestapo Bielefeld verhaftet (aufgrund der Verschärfung der Rassegesetze) und in das Frauenlager Elben bei Kassel verschleppt. In diesem Zwangsarbeitslager der Organisation Todt waren etwa 200 deutsche Frauen mit einem jüdischen Elternteil, so genannte „jüdische Mischlinge ersten Grades“, und „jüdisch Versippte“ aus „privilegierten Mischehen“ in Ostwestfalen untergebracht, die insbesondere Handlangerdienste beim Bau von Stollen für eine geplante unterirdische Fabrikationsanlage für Flugzeugmotoren im dortigen Hardtkopf leisten mussten.
Auch im Lager arbeitete Ilse Häfner-Mode, soweit möglich, künstlerisch mit Tinte und Bleistift. Das Lager wurde am 31. März 1945 von amerikanischen Truppen befreit. Ilse Häfner-Mode erholte sich zunächst bei Freunden in der Schweiz (Familie von Paul Rütti) und kehrte dann nach Deutschland zurück und lebte zunächst wieder in Leopoldshöhe. 1955 zog sie nach Düsseldorf, wo ihr Sohn zusammen mit seiner Frau Erna Häfner, geb. Klei, lebte und studierte. In Düsseldorf arbeitete sie wieder als Künstlerin und stellte mehrfach ihre Bilder aus, so z. B. im Stadtgeschichtlichen Museum (1969) und in der Kunsthalle (1972).
Kunsthistorisch ist Ilse Häfner-Mode der Verschollenen Generation und dem Expressiven Realismus zuzurechnen.
Ilse Häfner-Mode starb im März 1973 in Düsseldorf. Die Gemeinde Leopoldshöhe bewarb sich zur Würdigung der Künstlerin beim FrauenRat NRW für das Projekt FrauenOrt. Bereits am 26. September 2023 wurde Ilse Häfner-Mode als historische Frauenpersönlichkeit in Nordrhein-Westfalen anerkannt. Am 27. Juni 2025 wurde der FrauenOrt in der Felix-Fechenbach-Gesamtschule feierlich eröffnet. Vor dem Bildungscampus Leopoldshöhe befindet sich jetzt eine Gedenktafel mit den Lebensdaten der Malerin. Gleichzeitig mit der Eröffnung gab es eine begleitende Ausstellung in der Kunstgalerie Das Fachwerk – Künstler in Bad Salzuflen e.V.